# 4023 Jarnik
4023 Jarnik је астероид главног астероидног појаса чија средња удаљеност од Сунца износи 2,234 астрономских јединица (АЈ).
Апсолутна магнитуда астероида је 13,5.